# Glen Mazzara

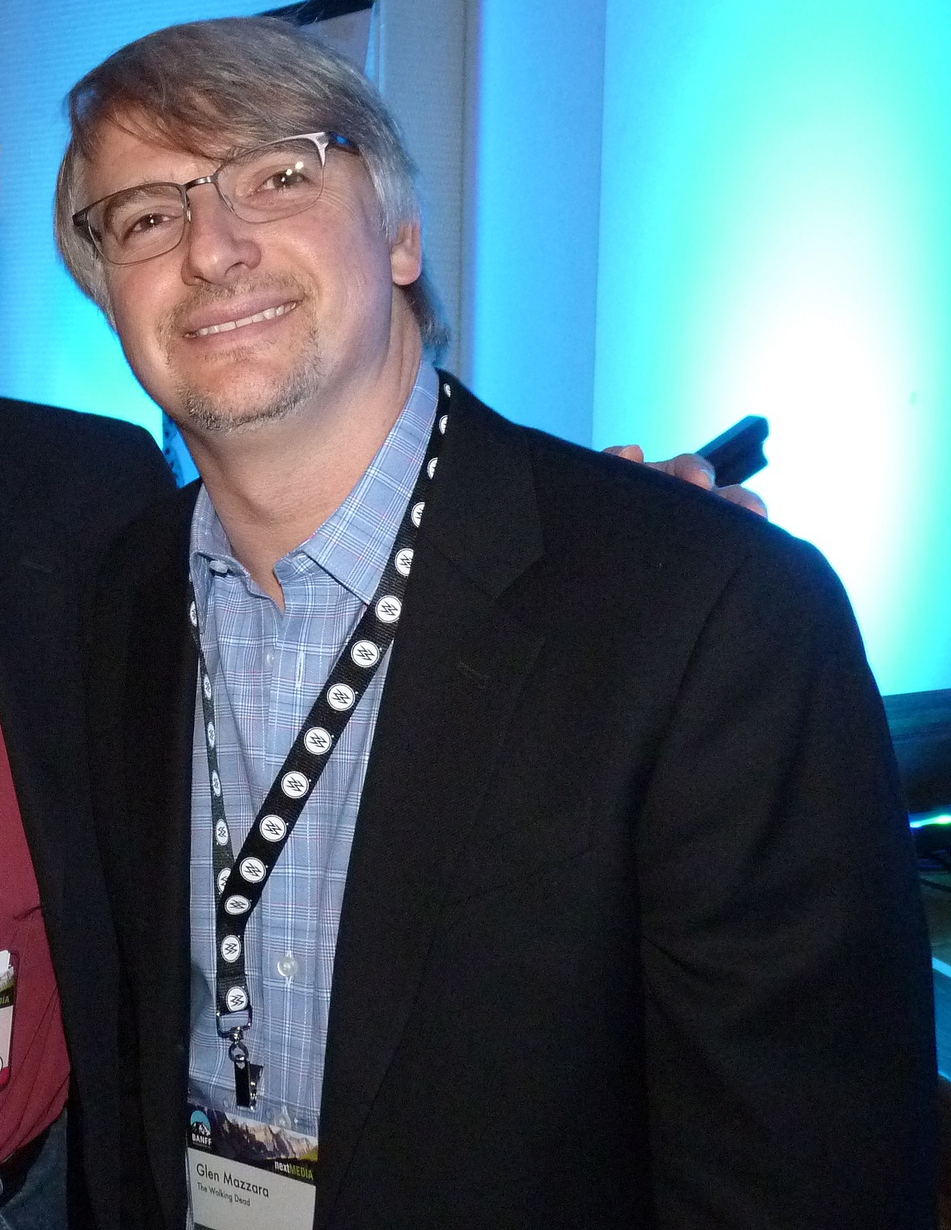
Glen Mazzara at Banff World Media Festival 2012

Glen Mazzara (* 6. Juli 1967 in Manhattan) ist ein US-amerikanischer Fernsehproduzent und Drehbuchautor.

## Leben und Karriere
Mazzara wurde in Manhattan geboren und wuchs in Queens, New York, auf. Er besuchte die New York University und erwarb einen Master in englischer Sprache. Er arbeitete als Krankenhaus-Administrator in New York, bevor er nach Los Angeles ging, um eine Karriere als Schriftsteller im Jahr 1998 zu verfolgen.
Er war der Drehbuchautor für die vierte und fünfte Staffel von Nash Bridges. Er schloss sich der Drama-Serie The Shield als verantwortlicher Story Editor und Autor für seine erste Saison im Jahr 2002 an.
Im Jahr 2009 trat er der medizinischen Drama-Serie Hawthorne für zwei Spielzeiten als ausführender Produzent und Schriftsteller bei. Im Jahr 2010 schrieb er Folge 5, „Wildfire“, der AMC-Serie The Walking Dead.

## Filmografie
- 1998–2000 Nash Bridges (Fernsehserie)
- 2006: Standoff
- 2006–2007: The Shield – Gesetz der Gewalt (The Shield, Fernsehserie)
- 2007: Life (Fernsehserie)
- 2008–2009: L.A. Crash (Fernsehserie)
- 2009–2011: Hawthorne (Fernsehserie)
- 2011: Criminal Minds: Team Red (Fernsehserie)
- 2010–2013: The Walking Dead (Fernsehserie)
- 2016: Damien (Fernsehserie)